# Andrzej Ciechanowiecki
Andrzej Stanisław Ciechanowiecki (Varsavia, 28 settembre 1924 – Londra, 2 novembre 2015) è stato uno storico dell'arte, filantropo e collezionista d'arte polacco.

## Biografia
Andrzej era un discendente di una nobile famiglia polacca che si era stabilita dalla Bielorussia. La famiglia perse i suoi possedimenti a seguito del trattato di Riga, in quanto si trovavano sul lato sovietico del confine. Suo padre, George Stanislaus (1893-1930), era un diplomatico polacco, e sua madre, nata contessa Matilda Osiecimska-Hutten Czapska (1900-1991) era una figura di spicco nella vita sociale di Varsavia prima della guerra. Trascorse la sua infanzia tra Budapest e Varsavia. Nel 1939, fuggì in Oriente con la sua famiglia, partecipando come volontario nella campagna di settembre. Sfuggendo alla deportazione in Siberia, ritornò a Varsavia con la sua famiglia nella primavera del 1940. Prese parte alla rivolta di Varsavia del 1944 come cadetto e in seguito lavorò per l'organizzazione Freedom & Independence (Wolność i Niezawisłość) , fino alla primavera del 1945. 

### Repubblica popolare di Polonia
Avendo deciso di non fuggire in Occidente, nel giugno 1945 iniziò far parte del Ministero degli Esteri polacco (grazie alla sua conoscenza di diverse lingue), con il grado di Consigliere. Egli venne assegnato come capo del protocollo al Ministero della Marina e Commercio Estero. In tale veste partecipò a numerose trattative con delegazioni straniere a Varsavia e nell'agosto 1945 fu membro della delegazione polacca (e il suo interprete) nel UNRRA, conferenza tenutasi a Londra. Nell'autunno dello stesso anno è stato nominato Consigliere presso l'Ambasciata a L'Aia, ma la sua nomina venne annullata per motivi politici. Tornò a Cracovia per completare i suoi studi.
Dopo aver completato gli studi, fu quasi subito nominato Assistente presso l'Istituto di Storia dell'Arte. I lavori per la sua tesi di dottorato furono interrotti a causa del suo arresto il 22 ottobre 1950. Dopo lunghi interrogatori, è stato condannato a dieci anni di carcere nel febbraio 1952 con l'accusa di aiutare anglosassoni e spie del Vaticano. Ha trascorso quasi sei anni in carcere in condizioni molto difficili. Fu rilasciato il 6 marzo 1956 e in seguito scagionato da tutte le accuse.
Tornato a Cracovia, riprese la sua tesi di dottorato e lavorò su altri progetti di ricerca. È stato consulente presso il Castello di Wawel e anche un Curatore al Museo del Castello di Łańcut. Nel 1958 è stato scelto per una borsa di studio dalla Fondazione Ford e il British Council, lasciando il paese, il 22 luglio dello stesso anno. 

### Attività in Occidente
Dopo un soggiorno di 3 mesi in Gran Bretagna, trascorse altri sei mesi negli Stati Uniti, visitando musei e dando lezioni sulla cultura polacca. Ebbe molte offerte di lavoro e di altre borse di studio, ma decise di tornare in Europa, dove nell'autunno del 1959 si iscrive presso l'Università di Tübingen per preparare un'altra tesi di dottorato. Allo stesso tempo, insegnò Cultura polacca per due semestri ed è stato un docente di lingua polacca. Gli venne conferito un dottorato in Filosofia presso l'Università Eberhard Karls di Tubinga, nel luglio 1960. Ha poi trascorso alcuni mesi in Portogallo.
Nel 1961, decide di stabilirsi definitivamente a Londra, dove gli venne offerto un incarico di amministratore della Mallett a Bourdon House. Divenne un suddito britannico nel 1967. 
Nel 1977 ritornò a Varsavia, dove si impegnò nel lavoro di ricostruzione del Castello Reale di Varsavia. Nel 1986 fu creata un'associazione dove Ciechanowiecki donò circa 3.000 opere tra dipinti, mobili, argenti, tappeti, miniature, monete e tesori.

### Le attività in Europa orientale
Non avendo dimenticato le sue origini bielorusse, Ciechanowiecki contribuì al restauro dei monumenti del paese, prevalentemente il castello di Nieśwież. È ancora il presidente onorario del comitato polacco-bielorusso sul patrimonio culturale comune.
Nel 1995 fu colpito da un ictus che lo ha privato dell'uso delle gambe.